# Dunkles Schwarzkopfmoos
Das Dunkle Schwarzkopfmoos (Catoscopium nigritum) ist eine Laubmoos-Art. Sie ist die einzige Art der Ordnung Catoscopiales, die nur die Familie Catoscopiaceae mit der Gattung Catoscopium umfasst.

## Merkmale
Das Dunkle Schwarzkopfmoos bildet dichte, lose zusammenhängende, oben olivgrüne und innen bräunliche, oft kalkinkrustierte Rasen. Die 1 bis 5 (seltener bis 10) Zentimeter hohen Pflanzen sind verzweigt, gleichförmig beblättert und unten rhizoidfilzig. Der Stämmchenquerschnitt weist einen großen und gut entwickelten Zentralstrang auf. Die aufrecht-abstehenden Blätter sind etwa 1 Zentimeter lang, lanzettlich und zugespitzt, die Blattränder ganzrandig und umgerollt. Die kräftige Blattrippe reicht bis in die Blattspitze. Die Blattzellen sind kurz rechteckig, an der Blattbasis verlängert.
Die Sporenkapsel auf der 1 bis 1,5 Zentimeter langen Seta ist eiförmig-kugelig, um 1 Millimeter lang, glänzend rotbraun bis schwärzlich und waagrecht bis geneigt, der Kapseldeckel kegelförmig. Das äußere Peristom mit 16 unregelmäßigen Zähnen ist gelblich, das innere Peristom fehlt oder ist nur mit einer Zellmembrane angedeutet. Die feinwarzigen, bräunlich-gelbgrünen Sporen sind 38 bis 50 Mikrometer groß. Sporenreifezeit ist im Sommer. Die Geschlechterverteilung ist diözisch.

## Standortansprüche und Verbreitung
Das Moos wächst auf feuchtem, kalkreichem Untergrund an Bachrändern, in Quellfluren, in quelligen Mooren, in Ausstichen, feuchten Dünentälern und an sickerfeuchten Felsen.
Die Verbreitung ist circumpolar arktisch-alpin mit Vorkommen in Europa (mit Island), im Kaukasus, in Nordost- und Mittelasien sowie in Nordamerika und Grönland. In Mitteleuropa kommt es hauptsächlich in den Alpen zerstreut vor, ist sonst sehr selten oder fehlt ganz.

## Systematik
Die systematische Einordnung der isoliert stehenden Art war und ist umstritten. Sie wurde ursprünglich den Meesiaceen zugeordnet (Schimper, 1860, Limpricht, 1895), später in eine eigene Familie Catoscopiaceae neben Meesiaceae gestellt (Brotherus, 1924, Podpera, 1954). Griffin & Buck (1989) wiederum schlugen eine alternative Platzierung in der Familie Bartramiaceae vor. Aufgrund von Molekularanalysen landete die Art schließlich in der neugeschaffenen monotypischen Ordnung Catoscopiales in der Unterklasse Dicranidae.